# Alfred Pillet
Alfred Pillet  (* 25. Januar 1875 in Breslau; † 27. Oktober 1928 in Königsberg (Preußen)) war ein deutscher Romanist und Philologe.

## Leben
Der Sohn des damaligen Oberlehrers an der evangelischen Realschule I und des französischen Lektors an der Universität Breslau Andre Pillet (* 5. Juli 1844; † 8. November 1918) und dessen Frau Matthilde (geb. Körte) stammte aus einem katholischen Elternhaus und wuchs in einem Elternhaus doppelter Sprachzugehörigkeit auf. Seinen ersten Unterricht hatte er zu Hause empfangen, besuchte dann die evangelische Realschule I in Breslau und die höhere Knabenschule. Ostern 1885 wechselte an das neu gegründete Königs Wilhelm-Gymnasium daselbst, welches er Ostern 1892 als einer der ersten Abiturienten mit dem erhaltenen Reifezeugnis verließ.
Danach begann er ein Studium an der Universität Breslau, wo er drei Semester neuere Sprachen und Germanistik studierte. In Breslau hörte er die Vorlesungen bei Carl Appel, Clemens Baeumker, Hermann Ebbinghaus, Richard Foerster, Alfred Hillebrandt, Georg Heinrich Kaufmann (1842–1929), Max Koch (1855–1931), Eugen Kölbing (1846–1899), Theodor Lipps, Friedrich Vogt, bei seinem Vater und dem Dozenten der englischen Sprache Francis Heveningham Pughe (1858–??). Mehrere Semester beteiligte er sich an den von den Carl Appel und Eugen Kölbing geleiteten Übungen des Breslauer Romanisch-Englischen Seminars sowie an denen des Germanistischen Seminars unter Max Koch und Friedrich Vogt.
Michaelis 1893 wechselte er an die Königliche Friedrich Wilhelms-Universität in Berlin. In Berlin hatte er an den Vorlesungen von Andreas Heusler, Reinhard Kekulé von Stradonitz, Friedrich Paulsen, Max Roediger (1850–1918), Erich Schmidt, Johannes Schmidt, Adolf Tobler, Karl Weinhold, Julius Zupitza und des Lektors der italienischen Sprache Giuseppe de Rossi teilgenommen. Zudem war er dort ordentliches Mitglied im Romanischen Seminar von Adolf Tobler und im Englischen Seminar von Julius Zupitza.
Zum Abschluss seiner Studien kehrte er 1894 nach Breslau zurück. Er promovierte in Breslau 1896 mit der Dissertation über „die neuprovenzialischen Sprichwörter der jüngeren Cheltenhamer Liederhandschrift“ und wurde daraufhin zum Doktor der Philosophie ernannt. Im Frühjahr 1898 ging er nach Paris und konnte dort an den berühmten Übungen des Gaston Paris teilnehmen. Am 6. Februar 1901 habilitierte er sich in Breslau an der philosophischen Fakultät für romanische Philologie und wurde im Sommer 1911 als Professor für romanische Philologie an die Universität Königsberg berufen. Hier war er 1924/25 auch Rektor der Alma Mater und bekleidete die ihm aufgetragene Professur bis zu seinem Tod.

## Werke
Neben Abhandlungen in den wissenschaftlichen Journalen seiner Zeit, sind folgende eigenständige Schriften von ihm in den Druck gelangt.
- Die neuprovenzalischen Sprichwörter der jüngeren Cheltenhamer Liederhandschrift. 1896, 1967
- Das Wormser Concordat. 1893
- Das Fableau von den Trois bossus Ménestrels und verwandte Erzählungen früher und später Zeit, ein Beitrag zur altfranzösischen und zur vergleichenden Litteraturgeschichte. 1901
- Studien zur Pastourelle. 1902
- Beiträge zur Kritik der ältesten Troubadours. 1911
- Professor André Pillet: Geb.: am 5. Juli 1844, Gest.: am 8. November 1918 ; Nekrolog. 1918
- Die nordischen Länder und Völker. Königsberg, 1928
- Zum Ursprung der altprovenzalischen Lyrik. Halle 1928